# Stromatoneurospora
Stromatoneurospora es un género de hongos en la familia Xylariaceae.